# 한국과학원
한국과학원(韓國科學院, Korea Advanced Institute of Science, KAIS)은 한국과학기술연구소(KIST)의 연구개발사업이 궤도에 오르면서 대한민국 정부는 산업 발전을 위하여 필요로 하는 과학기술 분야에 관한 심오한 이론과 실제적인 응용력을 갖춘 사람을 양성하기 위하여 새로운 형태의 이공계만의 대학원을 설립할 필요가 있다고 인정하게 되었다. 이래서 제정된 것이 ‘한국과학원법’이며, 1970년에 제정된 이 법률에 의하여 1971년에 설립된 것이 대한민국에서는 처음 보는 대학원만의 대학이며 또 이공 대학원인 한국과학원이다. 과학원은 법인이지만 대한민국 정부는 과학원의 설립·건설 및 운영에 소비되는 모든 경비와 운영에 필요한 기금에 충당하기 위하여 출연금을 지급하였다. 그리고 과학원은 대통령이 정하는 바에 따라 여러 가지 특혜를 누려 왔다. 필요할 때는 국유 재산을 무상으로 양여받을 수 있고, 교수들은 대한민국 내의 다른 대학교수들보다 훨씬 좋은 봉급을 받으며, 학생들에게는 전원 장학금을 주고, 수업료가 면제되고, 병역의 특전을 받아 군복무가 면제되었다.
과학원은 15명의 이사회와 학사·산학의 두 자문 위원회가 있고 원장과 두 사람의 부원장, 그리고 전임교수들을 주축으로 기구가 짜여져 있다. 초기의 학과는 산업과학과·재료과학과·기계과학과·화학과학과·전기과학과·생물과학과·기초과학과 등의 7개 학과로 구성되었다. 여기에 박사, 3년제의 전문 석사 및 2년제의 석사과정이 설치되어 200명 이상의 학생이 수용되었다. 이 KAIS도 1981년 한국과학기술연구소(KIST)와 통합되어 한국과학기술원(KAIST)이 되었다.

## 같이 보기
- 한국과학기술연구소(KAIS, 1966 - 1981)
- KAIST(1981 - )
- 한국과학기술연구원(KIST, 1989 - )
- 고등과학원(KIAS, 1996 - )